# قسم شورآب الريفي (مقاطعة أرسنجان)
قسم شورآب الريفي (بالفارسية: دهستان شورآب) هي منطقة سكنية تقع في إيران في قسم. يقدر عدد سكانها بـ 8,279 نسمة .